# Ophion calliope
Ophion calliope är en stekelart som beskrevs av Ian D. Gauld 1988. Ophion calliope ingår i släktet Ophion och familjen brokparasitsteklar. Inga underarter finns listade i Catalogue of Life.